# Trinity College of Music
El Trinity Laban Conservatoire of Music and Dance és un conservatori de música i dansa amb seu a Londres, Anglaterra. Es va fundar el 2005 com a fusió de dues institucions més antigues: el "Trinity College of Music" i el "Laban Dance Center". És el primer conservatori on es pot estudiar una combinació de música i dansa. Avui el conservatori té 1.195 estudiants de grau i postgrau en tres campus a Greenwich (Trinity), Deptford i New Cross (Laban).
Des de 2001, el Trinity College of Music es troba a l'edifici del costat del Tàmesi i de l'antic "Royal Naval College", dissenyat en part per Sir Christopher Wren. La universitat també té una sala de concerts a Blackheath.

## Trinity College of Music
El Trinity College of Music va ser fundat el 1872 al districte de Marylebone de Londres per Henry George Nonavia Hunt per millorar la formació dels músics de l'església. Inicialment el col·legi només acceptava estudiants masculins, que també havien de pertànyer a l'Església d'Anglaterra. Avui la universitat té facultats de composició, música antiga, jazz, teclat, corda, cant, metall i percussió.

## Trinity College de Londres
El Trinity College of Music també inclou el "Trinity College London" (TCL), un institut d'educació artística que ofereix certificats i diplomes en música, parla i teatre, teatre, dansa, anglès per a parlants d'altres idiomes ("Cambridge English Language Assessment") i ensenyament d'anglès, per a parlants d'altres llengües (TESOL). Ofereix qualificacions graduades i diplomades (fins a nivell de postgrau) en diverses disciplines d'arts escèniques i aprenentatge i ensenyament de l'anglès (ESOL) a més de 70 països d'arreu del món.
La qualificació comença amb el nivell de principiant i després es numera en dificultat creixent del nivell 1 al nivell 8. Els candidats es divideixen en tres categories: interpretació musical, treball tècnic i proves de suport com la lectura a la vista i la improvisació. Els candidats es puntuen en una escala d'1 a 100, sent 60 la nota d'aprovació. Els candidats tenen certa flexibilitat a l'hora d'escollir les parts i proves preparades per a cadascun d'aquests apartats. A més dels exàmens qualificats, TCL també ofereix certificats bàsics, intermedis i avançats de música. TCL també ofereix diplomes de música a tres nivells: Associat (ATCL, que correspon a l'estàndard requerit per a un certificat d'educació superior del Regne Unit) i AmusTCL, Licenciat (LTCL, que correspon a l'estàndard requerit per al Regne Unit (grau)) i Fellowship (FTCL, que correspon a l'estàndard requerit per a un màster britànic). L'any 2012 el tribunal va introduir els exàmens de Rock & Pop per a baix, bateria, guitarra, teclat i cant, així com per a la dansa.
Al mateix temps, el Trinity College de Londres ofereix una sèrie d'oportunitats de qualificació per a estudiants i professors d'assignatures de teatre i idiomes amb diferents nivells de capacitat. Els exàmens es poden fer individualment, en parella o en grup. Les àrees d'estudi inclouen: parla i drama, habilitats d'actuació individual, actuació en grup, William Shakespeare, expressió coral, habilitats de comunicació, teatre musical i arts escèniques. Igual que amb les assignatures de música, els diplomes en dramatúrgia, interpretació i comunicació s'ofereixen en tres nivells, sent TCL l'organisme que concedeix una sèrie de cursos d'arts escèniques professionals, finançats parcialment a través del programa de Premis de Dansa i Drama.

## Patró
El mecenes actual és Edward, 2n duc de Kent; La presidenta de Trinity Laban és Marion North.
Professors i professors
- Jeremy West, zinkenista britànic, fabricant d'instruments i professor universitari.

## Estudiants coneguts
- Johnson Gnanabaranam, 9è bisbe de Tranquebar
- Chris Letcher, compositor i cantant que va néixer a Sud-àfrica.
- Billy Mayerl, compositor i pianista
- Douglas Swan, pintor
- Jeff Wayne, compositor
- John Powell, compositor de música de cinema
- Myra Hess, pianista
- Fela Kuti, músic nigerià
- Ayanna Witter-Johnson, compositor, cantant, pianista i violoncel·lista

## Internacional
El "Trinity College London" ofereix exàmens i premis en més de 60 països. Segons el "Trinity College", cada any hi participen 850.000 persones a tot el món. Actualment s'estan creant centres d'examen a Àustria i Suïssa. El "Trinity College London" organitza exàmens i diplomes en interpretació, ensenyament, teoria musical i composició, que estan acreditats pels reguladors del Regne Unit. Per tal d'assegurar una qualitat uniforme dels exàmens, examinadors especialment certificats viatgen des de Londres per realitzar els exàmens. El correcte procés d'examen és supervisat per un supervisor, que no participa en els exàmens. Els exàmens s'ofereixen en tres nivells diferents per a gairebé tots els instruments musicals: bàsic, dificultat mitjana, avançat. Els exàmens de certificació consisteixen en l'execució d'un nombre reduït de peces. Hi ha llistes extenses de les peces musicals respectives entre les quals es poden seleccionar les peces d'examen. Tanmateix, també hi ha l'opció de presentar un repertori a elecció del alumne.
Alemanya
- Trinity Exam Centre 67482 bei Klavierstunde München[4]
- Trinity Exam Centre 66278 bei Marios Musikschule, Bonn[5]
- Trinity Exam Centre 66845 bei M.&S. Music School, Lippstadt[6]

Àustria
- Trinity Exam Centre bei Music Academy Smale, Graz[7]

## Reputació
El Conservatori de Música i Dansa Trinity Laban és reconegut internacionalment com una escola líder en educació musical i dansa. L'escola es va classificar novè entre les deu millors escoles de música del món. El lloc web shareranks.org el va classificar com l'onzè dels 77 millors col·legis/conservatoris de música del món el març de 2018.